# Jean-Paul Emonds-Alt

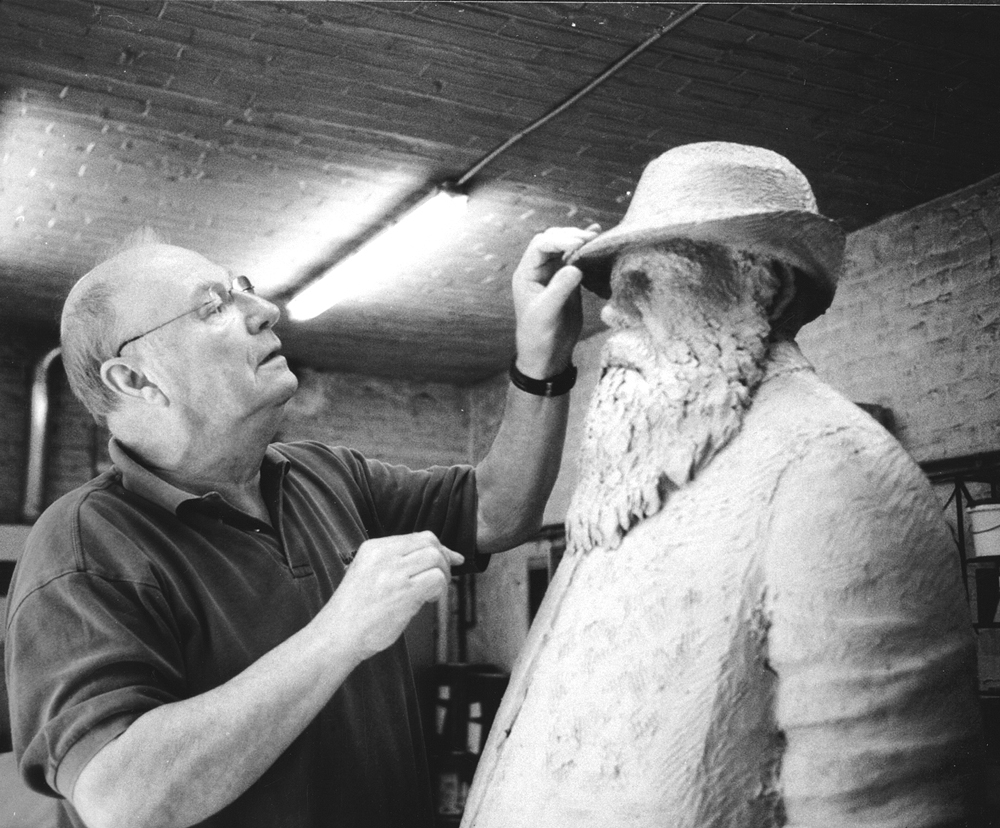
Jean-Paul Emonds-Alt

Jean-Paul Emonds-Alt is een Belgisch ontwerper, beeldhouwer, tekenaar en schilder, geboren in 1928 te Etterbeek en overleden op 13 augustus 2014 op 86-jarige leeftijd.

## Levensloop
Jean-Paul Emonds-Alt studeerde beeldhouwkunst aan de École nationale supérieure des arts visuels (Nationale hogeschool voor architectuur en beeldende kunsten Ter Kameren) in Brussel, in het atelier van Oscar Jespers, van wie hij later de assistent werd.
Negen maanden reizen doorheen Congo in 1957 hebben zijn werk als beeldhouwer ingrijpend beïnvloed. Na deze reis, maakte hij een monumentaal beeldhouwwerk voor het paviljoen van het Congolese mijnsyndicaat op de Wereldexpo van 1958 in Brussel, die een groep van 4 vrouwen voorstelt (sindsdien staat het in de inkomhal van een gebouw op de hoek van de Louizalaan en de Defacqzstraat in Brussel).

Logo van de Brusselse metro

Vanaf 1964 houdt hij zich voornamelijk bezig met het ontwerpen, waarbij hij zich voornamelijk interesseert voor de vorm van industriële producten en het milieu. Hij werd meermaals gelauwerd voor zijn werk en is ontwerper van de « M » van de Brusselse metro (1980).
In 1977 herbegint hij met het tekenen en beeldhouwen na een onderbreking van een twaalftal jaar. De technieken die hij daarbij gebruikt zijn het rechtstreeks kappen (blauwe en witte steen), het brons (verloren was en plaaster) en terra cotta.
Hij was tekenleraar in de afdeling "Design" in Nationale hogeschool voor architectuur en beeldende kunsten Ter Kameren. Hij gaf ook les ontwerpen aan de Academie van Bosvoorde in Brussel.
Hij heeft raamschilderingen gecreëerd voor de Collégiale de Nivelles (Brabant, Belgique), met name het volledige koor aan de oostkant en dat aan de westkant, de kapellen en de Dameskapel. De nef et les bas-côtés werden gerealiseerd in samenwerking met Marthe Wéry.
In 2005, realiseerde hij een beeldhouwwerk voor de Université catholique de Louvain, als eerbetoon aan pater Maximiliaan Kolbe en aan de gedeporteerden naar de nazikampen.
Als uitmuntend tekenaar, begon hij aan een cheminement de peintre in de jaren 2000.